# Lou (chanteuse allemande)
Pour les articles homonymes, voir Lou.
Ne doit pas être confondu avec Lou Jean ou Lou (Pascale Geille).
Marie-Luise « Lou » Hoffner (née le 27 octobre 1963 à Waghäusel) est une chanteuse allemande.

## Biographie
Lou participe avec le titre Happy Birthday-Party au concours de sélection pour représenter l'Allemagne au Concours Eurovision de la chanson 2001 ; elle termine troisième. Avec le titre Let's Get Happy qui, comme Happy Birthday-Party, est écrit par Ralph Siegel et Bernd Meinunger, elle remporte la sélection et participe au Concours Eurovision de la chanson 2003 ; la chanson prend la 11e place. Sur son nouveau label Goodlife Records, elle sort deux singles (Dankeschön, Ich werd’ dich lieben) et l'album Ich will leben.
Lou joue dans la pièce Love Letters en duo avec Claus Wilcke. Elle donne parfois des concerts en Europe au sein d'un cover band.
Depuis 2007, elle se produit en Allemagne avec un programme essentiellement schlager.
Le 13 juin 2013 Lou épouse son manager Gerhard Steinle à Reilingen.

## Discographie
PartyGang (anglais et allemand)
- 1999 : PartyGang Live

Lou For You (anglais)
- 2001 : Happy Birthday Party (single, Lou + Band)
- 2001 : Sha La La La Lee (single)
- 2003 : Let’s Get Happy (single 6 titres)
- 2003: Let’s Get Happy (single promo 3 titres + vidéoclip)
- 2003: Let’s Get Happy (45t)
- 2003: For You (album)
- 2003: Sunshine Dancing / The Show Must Go On (single)
- 2003: Lou Tango (single)

Ich will leben (allemand)
- 2004 : Dankeschön (single)
- 2004 : Ich werd dich lieben (Ich werd dich hassen) (single)
- 2004 : Ich will leben (album)

Im Labyrinth der Liebe (allemand)
- 2009 : Im Labyrinth der Liebe (single promo, version démo)
- 2009 : Dein Bild in meinem Portemonnaie (single promo, version démo)
- 2009 : Heut Nacht oder nie (single promo, version démo)

Blaue Nacht (allemand)
- 2011 : Blaue Nacht (album)

Gefühl On The Rocks (allemand)
- 2013 : Im Labyrinth der Liebe (single)
- 2013 : Heut Nacht oder nie (single)
- 2013 : Special Edition Berlin 2013 (EP)
- 2013 : Gefühl On The Rocks (album)